# Arne Åhman
Arne Per Åhman (* 4. Februar 1925 in Nordingrå; † 5. Juli 2022 in Umeå) war ein schwedischer Leichtathlet. Bei einer Körpergröße von 1,76 m betrug sein Wettkampfgewicht 64 kg.
Arne Åhman wurde bei den Europameisterschaften 1946 in Oslo mit 14,96 Meter Dritter im Dreisprung. Er hatte 21 Zentimeter Rückstand auf den Sieger Valdemar Rautio aus Finnland. 
Bei den Olympischen Spielen 1948 in London konnte er sich mit 1,84 Meter nicht für das Finale im Hochsprung qualifizieren. Im Dreisprung sprang er im ersten Versuch neuen schwedischen Rekord von 15,40 Meter, der Sprung reichte zur Goldmedaille. Der US-Amerikaner George Avery konnte Åhmans Weite mit 15,365 Meter nicht ganz erreichen und gewann Silber.
Bei den Europameisterschaften 1950 in Brüssel belegte Arne Åhman im Dreisprung mit 14,48 Meter und 5 Zentimeter Rückstand auf Bronze Platz 5. Im Hochsprung wurde er mit 1,93 Meter hinter dem Briten Alan Paterson Zweiter.
Bei seinen zweiten Olympischen Spielen 1952 in Helsinki trat Åhman nur im Dreisprung an. Nachdem er in der Qualifikation 14,72 Meter gesprungen war, wurde er im Finale mit für ihn enttäuschenden 14,05 Meter nur Fünfzehnter. 
Åhman war von Beruf Lehrer und war in den 1980er Jahren Rektor der Mimerskolan in Umeå.